# Teoría del empujoncito

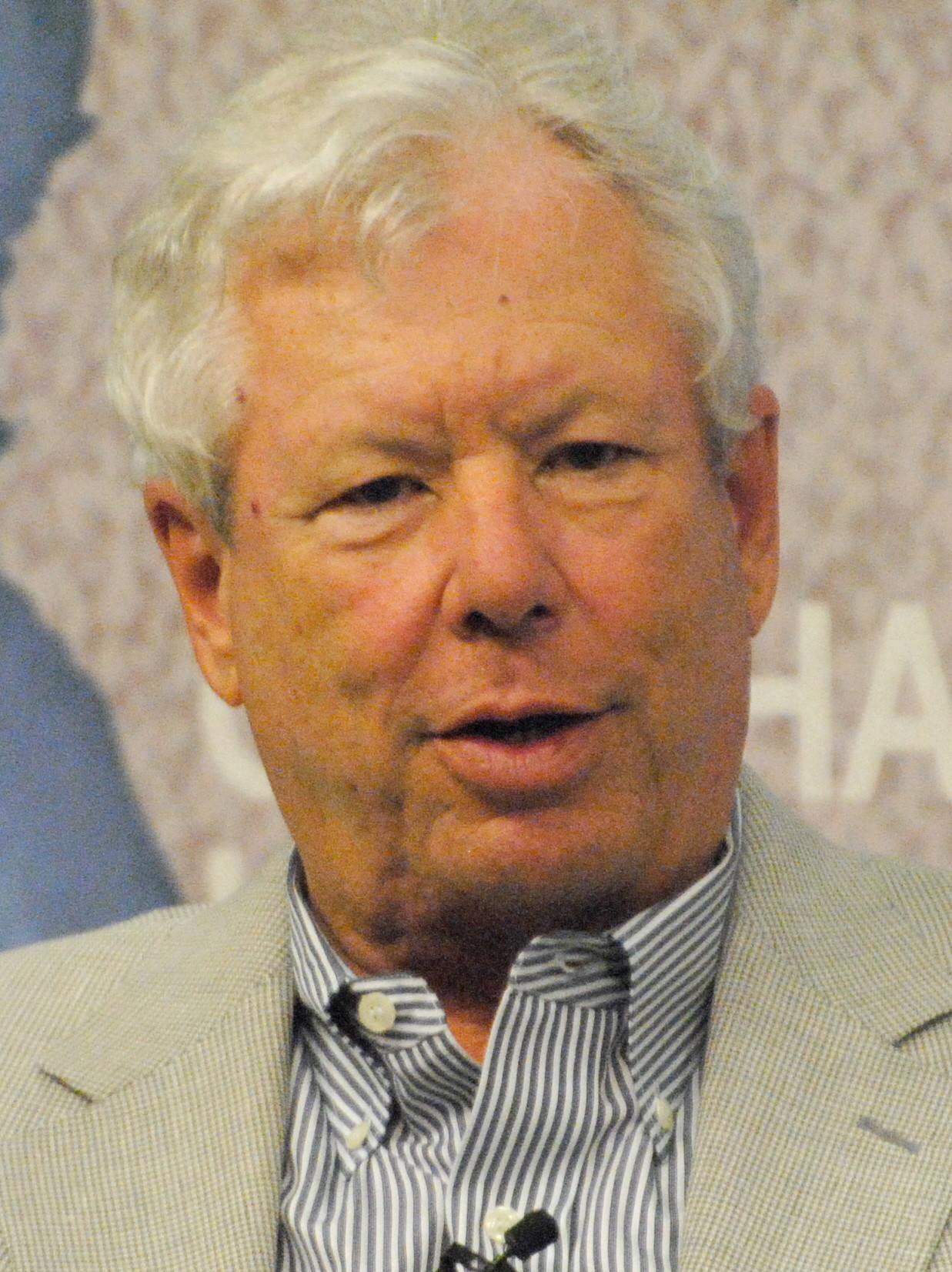
Richard Thaler Chatham

La teoría del empujoncito (nudge theory en inglés) es un razonamiento en ciencias del comportamiento, teoría política y economía del comportamiento que propone el refuerzo positivo y las sugerencias indirectas como formas de influir en el comportamiento y la toma de decisiones de grupos o individuos. El empujar contrasta con otras formas de lograr el cumplimiento, como la educación, la legislación o la aplicación. 
El concepto de empujoncito se popularizó en el libro de 2008 Empujoncito: mejorando las decisiones sobre salud, riqueza y felicidad, por dos académicos estadounidenses de la Universidad de Chicago: el economista Richard Thaler y el jurista Cass Sunstein. El libro ha influido en los políticos británicos y estadounidenses. Existen varias unidades sobre el tema en todo el mundo a nivel nacional (Reino Unido, Alemania, Japón y otros), así como a nivel internacional (p. ej. Banco Mundial, Naciones Unidas y la Comisión Europea). Se discute si la "teoría del empujoncito" es un desarrollo novedoso reciente en la ciencia del comportamiento o simplemente un término nuevo para uno de los muchos métodos para influir en el comportamiento, investigado en la ciencia del análisis del comportamiento.

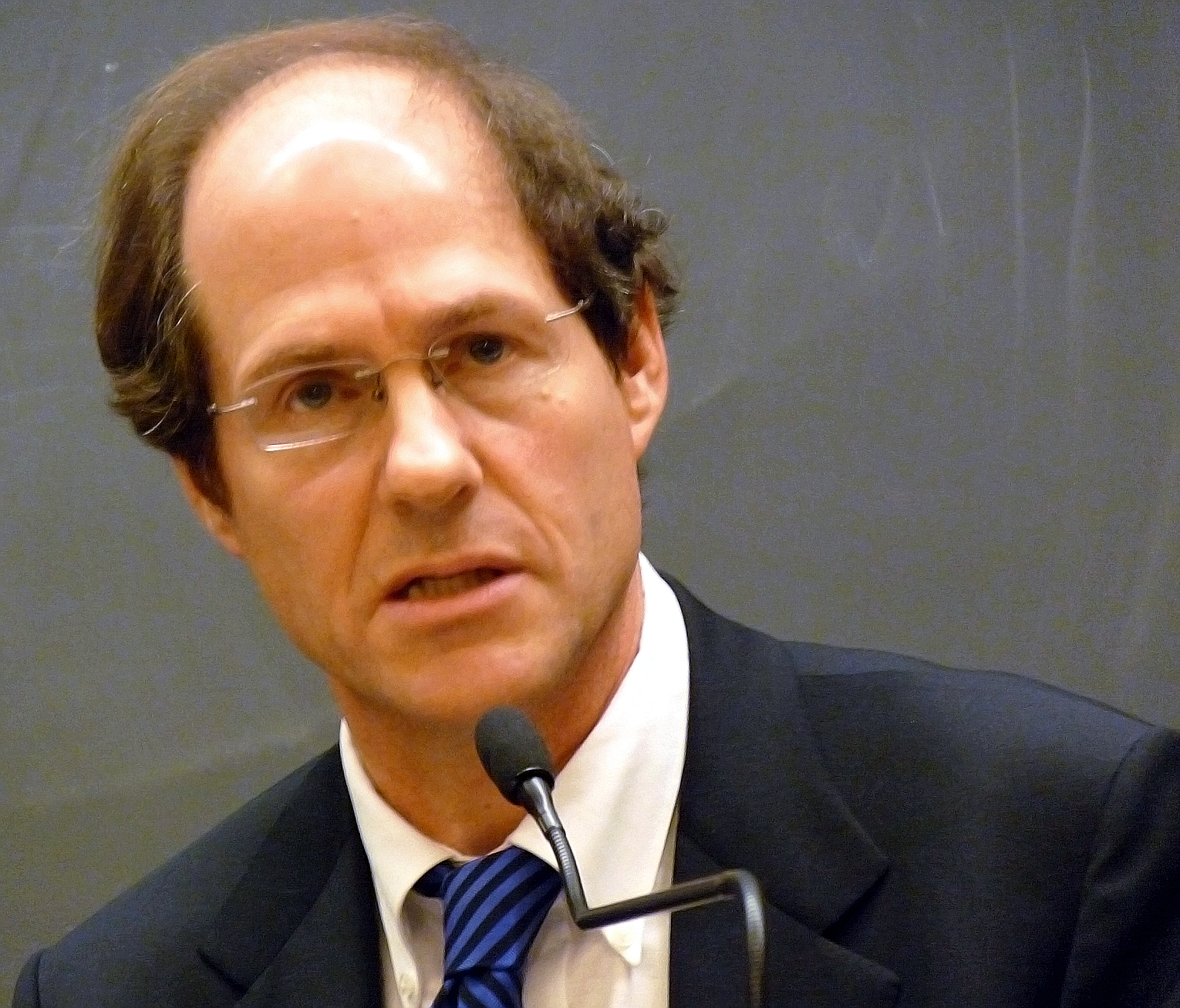
Cass Sunstein (2008)

## Definición de un empujoncito

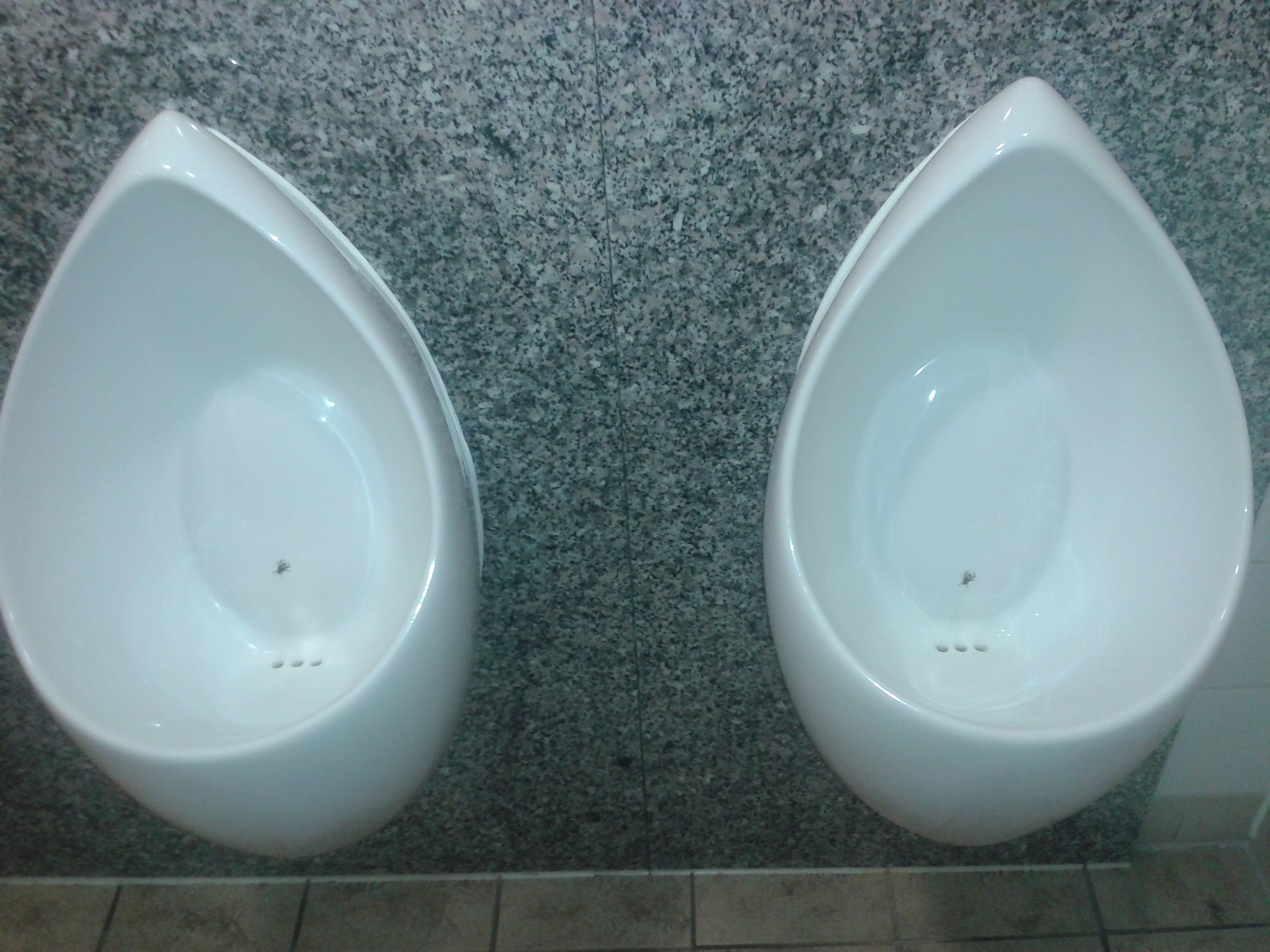
Ejemplo de un empuje: una mosca doméstica pintada sobre la cerámica de un urinario en un baño público para hombres

La primera formulación del término y los principios asociados fue desarrollada en cibernética por James Wilk antes de 1995 y descrita por el académico DJ de la Universidad de Brunel, Stewart, como "el arte del empujoncito" (a veces denominado microempuje). También se basó en las influencias metodológicas de la psicoterapia clínica que se remonta a Gregory Bateson, incluidas las contribuciones de Milton Erickson, Watzlawick, Weakland y Fisch, y Bill O'Hanlon . En esta variante, el empujoncito es un diseño de microinfluencia dirigido a un grupo específico de personas, independientemente de la escala de la intervención prevista. 
En 2008, el libro Empujoncito: Mejorando las decisiones sobre la salud, la riqueza y la felicidad de Richard Thaler y Cass Sunstein llevó la teoría a la fama. También ganó seguidores entre los políticos de EE. UU. y el Reino Unido, en el sector privado y en la salud pública. Los autores se refieren al comportamiento influyente sin coerción como paternalismo libertario y a los influencers como los arquitectos elegidos. Thaler y Sunstein definieron su concepto como: 
Un empujoncito, tal como usaremos el término, es cualquier aspecto de la arquitectura de elección que altera el comportamiento de las personas de manera predecible sin prohibir ninguna opción o cambiar significativamente sus incentivos económicos. Para contar como un simple empujoncito, la intervención debe ser fácil y barata de evitar. Los empujoncitos no son mandatos. Poner la fruta a la altura de los ojos cuenta como un empujoncito. Prohibir la comida basura no. 
De esta forma, basándose en la economía del comportamiento, el empujoncito se aplica  generalmente para influir en el comportamiento. 
Uno de los ejemplos más frecuentemente citados es el grabado de la imagen de una mosca doméstica en los urinarios del baño de hombres en el aeropuerto Schiphol de Ámsterdam, que tiene la intención de "mejorar el objetivo".

## Visión general

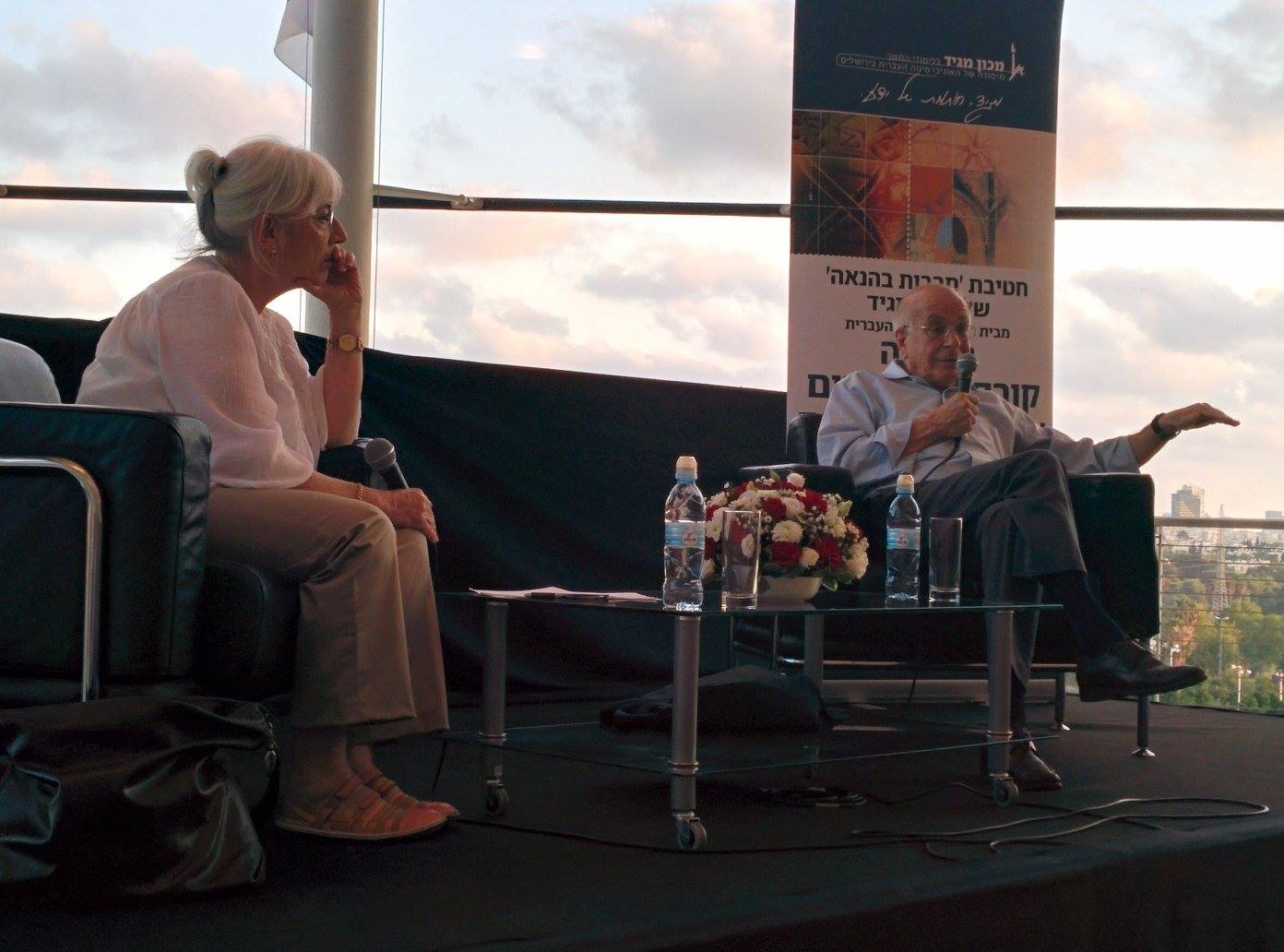
Prof. Daniel Kahneman y Prof. Maya Bar Hillel

Un empujoncito hace que sea más probable que un individuo tome una decisión particular, o se comporte de una manera particular, al alterar el entorno para que se activen procesos cognitivos automáticos para favorecer el resultado deseado.
El comportamiento de un individuo no siempre está alineado con sus intenciones (hecho denominado brecha de valor-acción). Es de conocimiento común que los humanos no son seres completamente racionales; es decir, las personas a menudo hacen algo que no es de su propio interés, incluso cuando son conscientes de que sus acciones no son lo mejor para ellos. Como ejemplo, cuando tienen hambre, las personas que hacen dieta a menudo subestiman su capacidad para perder peso, y sus intenciones de comer sano pueden debilitarse temporalmente hasta que se sacian.
El premio Nobel Daniel Kahneman describe dos sistemas distintos para procesar información sobre por qué las personas a veces actúan en contra de sus propios intereses: el Sistema 1 es rápido, automático y altamente susceptible a las influencias ambientales; El procesamiento del sistema 2 es lento, reflexivo y tiene en cuenta objetivos e intenciones explícitos. Cuando las situaciones son demasiado complejas o abrumadoras para la capacidad cognitiva de un individuo, o cuando un individuo se enfrenta a limitaciones de tiempo u otras presiones, el procesamiento del Sistema 1 se hace cargo de la toma de decisiones. El procesamiento del sistema 1 se basa en varias heurísticas críticas para tomar decisiones, lo que resulta en decisiones más rápidas.  Desafortunadamente, esto también puede conducir a decisiones subóptimas. De hecho, Thaler y Sunstein rastrean el comportamiento desadaptativo a situaciones en las que el procesamiento del Sistema 1 anula los valores y objetivos explícitos de un individuo.  Está bien documentado que el comportamiento habitual es resistente al cambio sin interrumpir las señales ambientales que desencadenan ese comportamiento.  
Las técnicas de empuje tienen como objetivo utilizar la heurística de juicio para nuestra ventaja. En otras palabras, un empujoncito altera el entorno de modo que cuando se utiliza la heurística, o el Sistema 1, en la toma de decisiones, la elección resultante será el resultado más positivo o deseado. Un ejemplo de ese empujoncito es cambiar la ubicación de la comida basura en una tienda, de modo que la fruta y otras opciones saludables se encuentren al lado de la caja registradora, mientras que la comida basura se reubica en otra parte alejada de la tienda.

## Tipos de empujoncitos

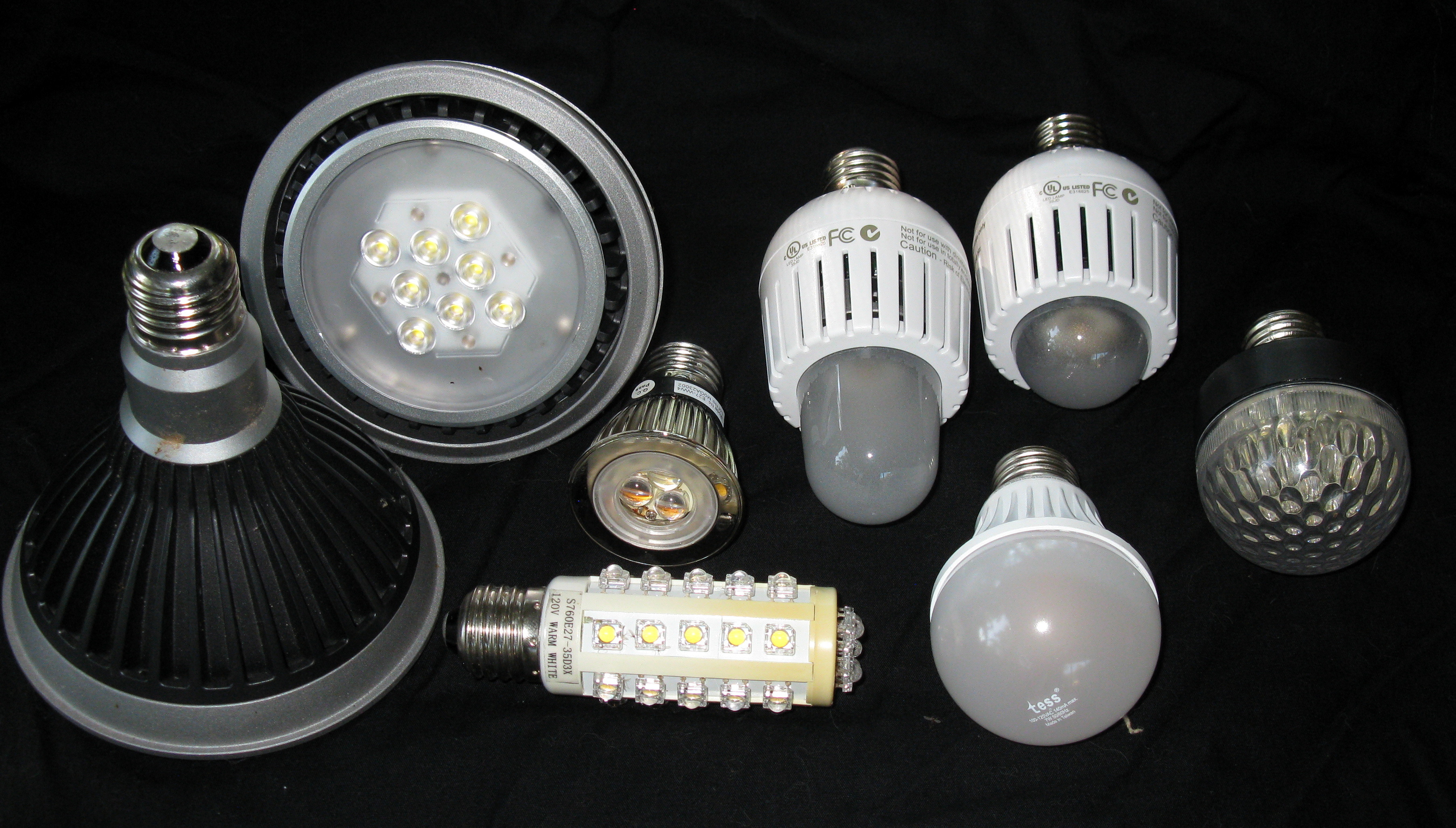
Tipos de lámparas LED. Se extiende su uso a través de empujoncitos.

Los empujoncitos son pequeños cambios en el entorno que son fáciles y económicos de implementar. Existen varias técnicas diferentes para empujar, que incluyen valores predeterminados, heurísticas de prueba social y como aumentar la importancia de la opción deseada. 
Una opción predeterminada es la opción que un individuo recibe automáticamente si no hace nada. Es más probable que las personas elijan una opción en particular si es la opción predeterminada. Por ejemplo, Pichert y Katsikopoulos descubrieron que un mayor número de consumidores eligió la opción de energía renovable para la electricidad cuando se ofreció como la opción predeterminada. 
Una prueba social heurística se refiere a la tendencia de las personas a observar el comportamiento de otras personas para ayudar a guiar su propio comportamiento. Los estudios han encontrado cierto éxito en el uso de heurísticas de prueba social para empujar a las personas a tomar decisiones alimentarias más saludables.

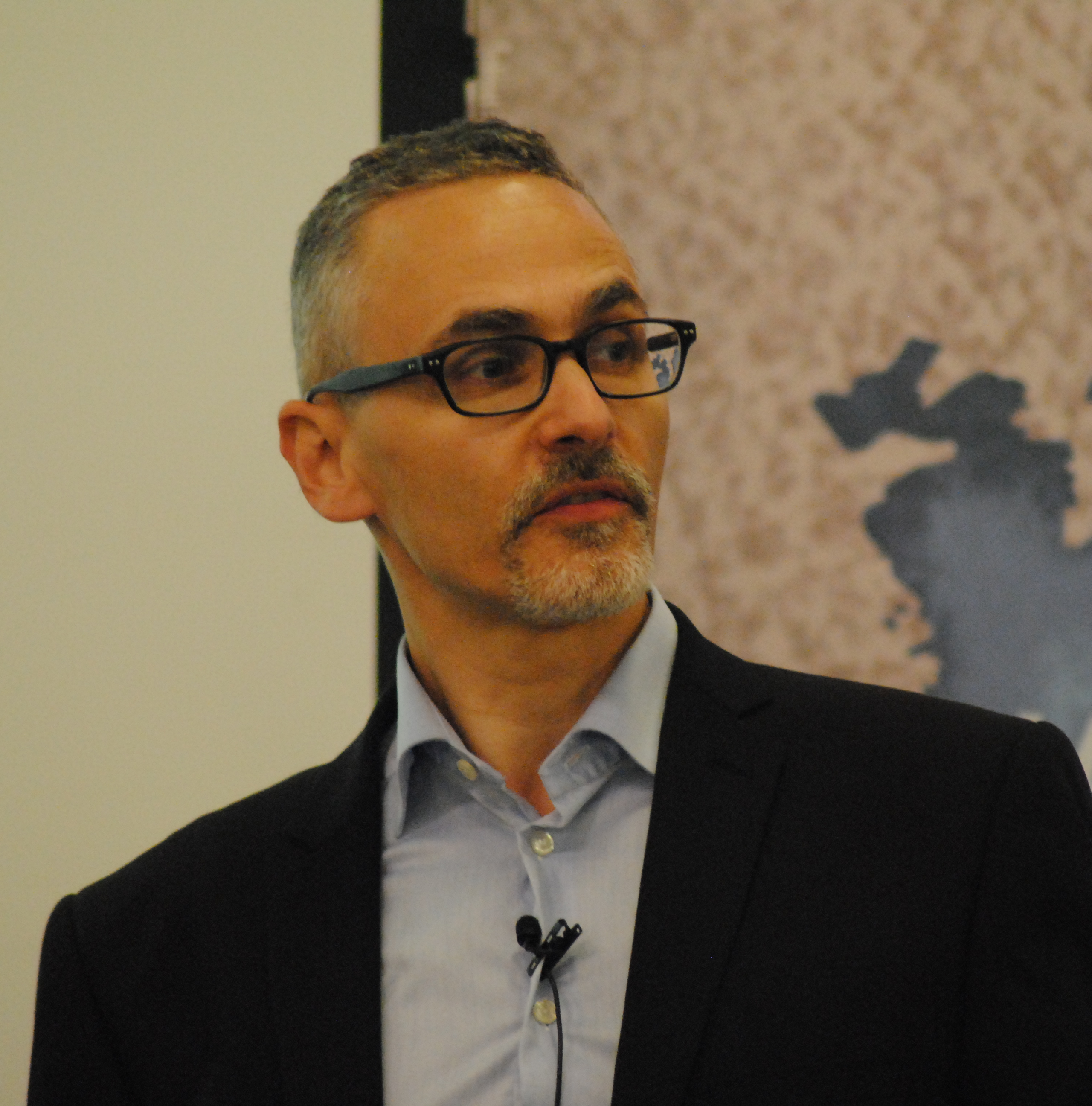
Dr David Halpern, Director, Behavioural Insights Team

Cuando la atención de un individuo se dirige hacia una opción en particular, esa opción se volverá más destacada para el individuo, y será más probable que elija esa opción. Como ejemplo, en las tiendas de bocadillos en las estaciones de tren en los Países Bajos, los consumidores compraron más frutas y opciones de bocadillos saludables cuando fueron reubicados junto a la caja registradora. Desde entonces, se han realizado otros estudios similares con respecto a la colocación de opciones de alimentos más saludables cerca del mostrador y el efecto sobre el comportamiento de consumo de los clientes y esto ahora se considera un empujoncito efectivo y bien aceptado.

## Aplicación de la teoría
En 2008, Estados Unidos designó a Sunstein, quien ayudó a desarrollar la teoría, como administrador de la Oficina de Información y Asuntos Regulatorios.

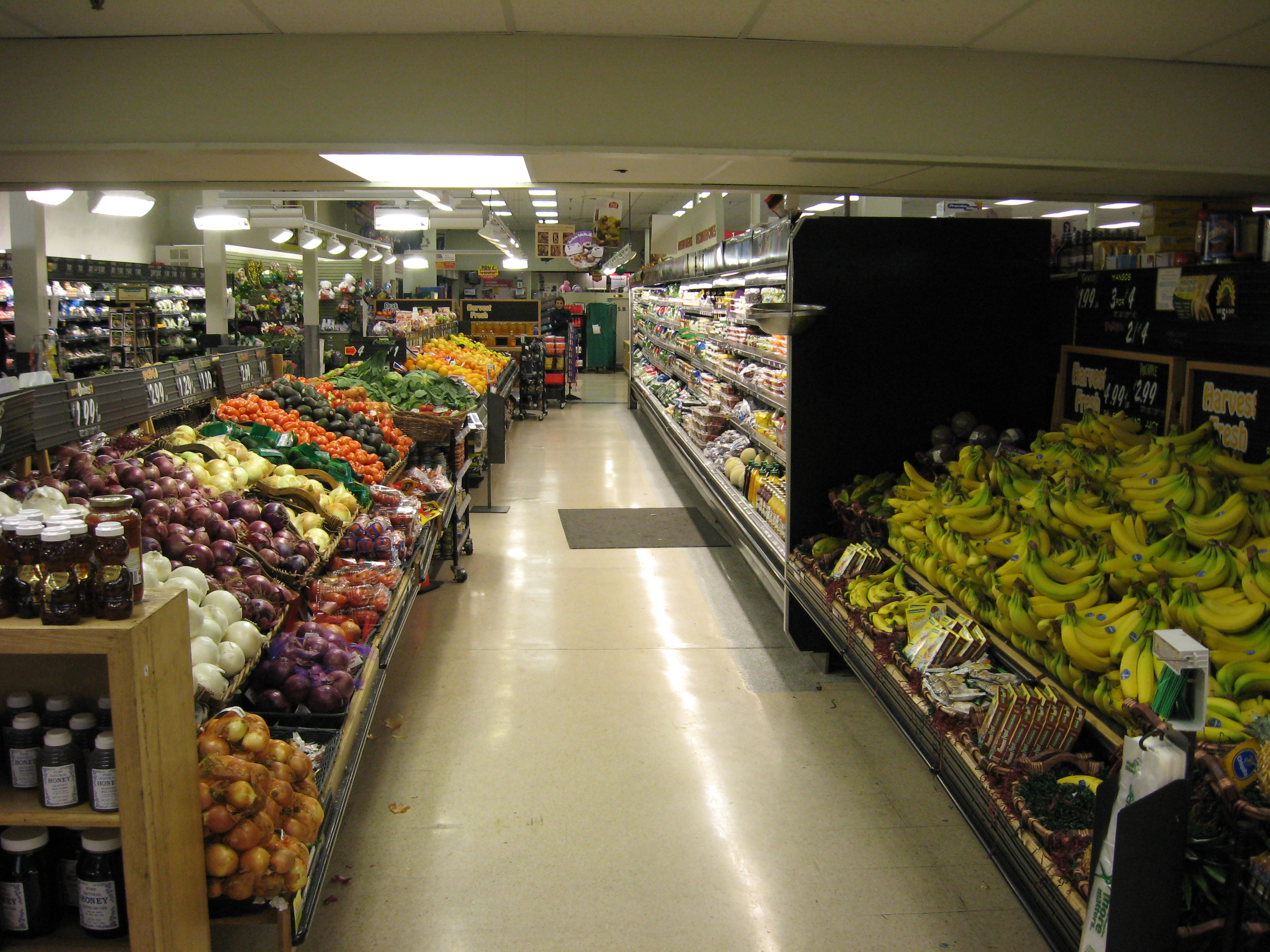
La comida saludable se sitúa de modo preferente

Las aplicaciones notables de la teoría de los empujoncitos incluyen la formación del equipo británico de Behavioral Insights en 2010. A menudo se le llama la "Nudge Unit", en la Oficina del Gabinete Británico, encabezada por David Halpern.
Tanto el entonces primer ministro David Cameron como el presidente Barack Obama buscaron emplear la teoría del empujoncito para avanzar en los objetivos de política interna durante sus mandatos.
En Australia, el gobierno de Nueva Gales del Sur estableció una comunidad de práctica de perspectivas del comportamiento.
La teoría también se ha aplicado a la gestión empresarial y la cultura corporativa, como en relación con la salud, la seguridad y el medio ambiente (HSE) y los recursos humanos. Con respecto a su aplicación a la seguridad, uno de los objetivos principales es lograr una "cultura de cero accidentes".
Las principales empresas de Silicon Valley son precursoras en la aplicación de la teoría en el entorno corporativo. Estas empresas están utilizando empujoncitos en varias formas para aumentar la productividad y la felicidad de los empleados. Recientemente, otras compañías están ganando interés en usar lo que se llama "administración de empujoncitos" para mejorar la productividad de sus trabajadores de cuello blanco.

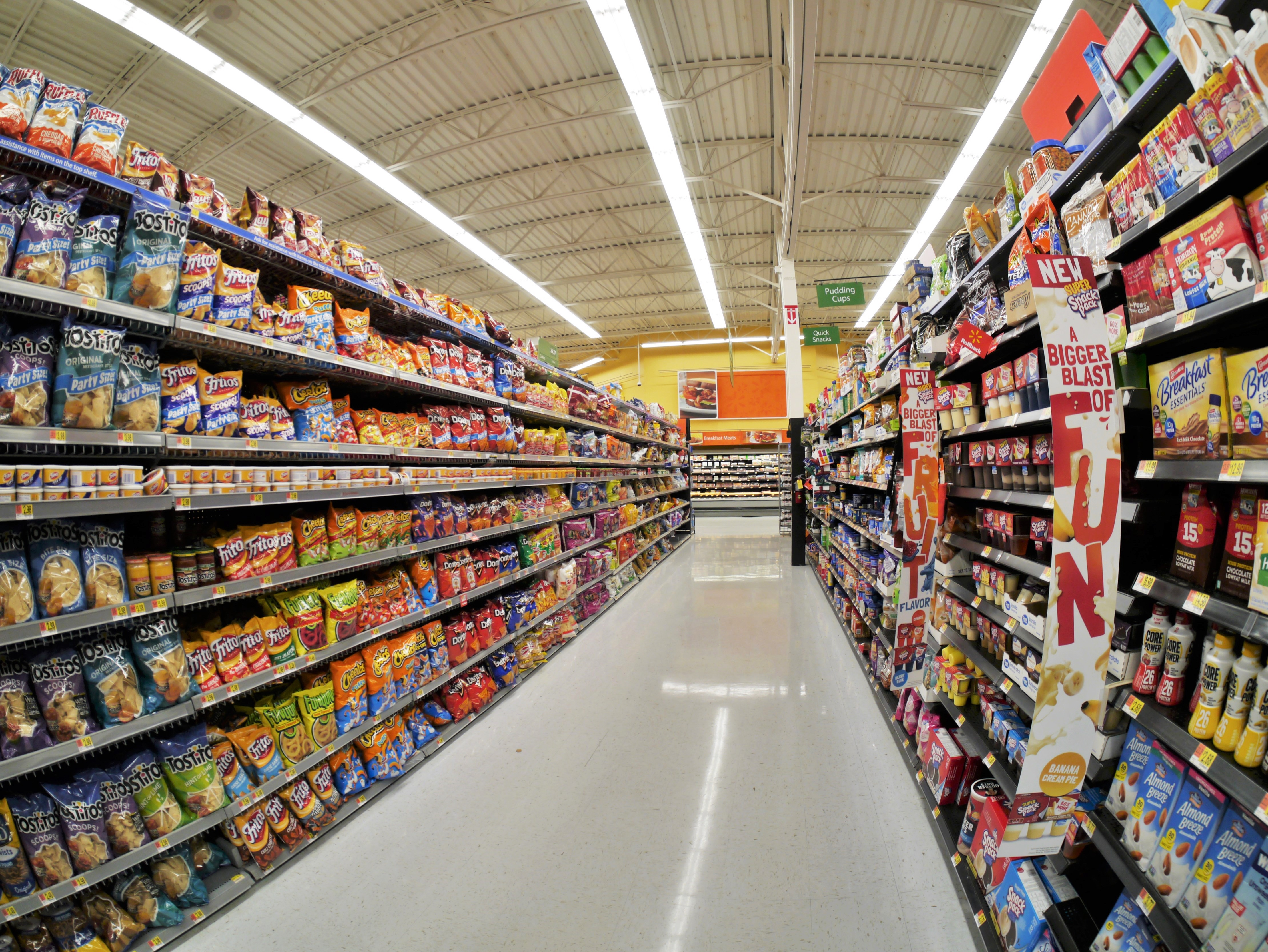
La comida basura debería relegarse a ubicaciones no preferentes

Las ideas de comportamiento y los empujoncitos se usan actualmente en muchos países de todo el mundo.
Últimamente, la teoría también se ha utilizado de diferentes maneras para hacer que los profesionales de la salud tomen decisiones más deliberadas en numerosas áreas. Por ejemplo, los empujoncitos se han utilizado como una forma de mejorar la higiene de las manos entre los trabajadores de la salud para disminuir la cantidad de infecciones asociadas a la atención médica. También se ha utilizado como una forma de hacer que la administración de líquidos sea una decisión más pensada en las unidades de cuidados intensivos, con la intención de reducir las complicaciones bien conocidas de la sobrecarga de líquidos.

## Crítica
Empujar también ha sido criticado. Tammy Boyce, de la fundación de salud pública The King's Fund, ha dicho: "Necesitamos alejarnos de iniciativas a corto plazo y motivadas políticamente, como la idea de 'empujar a la gente', que no se basan en ninguna evidencia cierta y no ayudan las personas hacen cambios de comportamiento a largo plazo".
Cass Sunstein ha respondido extensamente a las críticas en su The Ethics of Influence   a favor de empujar contra las acusaciones de disminuir la autonomía, amenazar la dignidad, violar las libertades o reducir el bienestar. Defendió aún más la teoría en su ¿Por qué empujar?: La política del paternalismo libertario  argumentando que la arquitectura de elección es inevitable y que alguna forma de paternalismo no se puede evitar. Los especialistas en ética han debatido rigurosamente la teoría.
Han sido formuladas diversas críticas por varios participantes en el debate desde Bovens a Goodwin. Wilkinson, por ejemplo, acusa a la técnica de ser manipuladora, mientras que otros como Yeung cuestionan su credibilidad científica.
También se ha demostrado que la opinión pública sobre la ética de los empujoncitos es susceptible al "sesgo de empujoncitos partidistas". La investigación de David Tannenbaum, Craig R. Fox y Todd Rogers (2017) encontró que los adultos y los encargados de formular políticas en los Estados Unidos encontraron que las políticas de comportamiento eran más éticas cuando se alineaban con sus propias inclinaciones políticas.  Por el contrario, las personas encontraron que estos mismos mecanismos eran poco éticos cuando diferían de sus políticas.  Los investigadores también encontraron que los empujoncitos no son intrínsecamente partidistas: al evaluar las políticas de comportamiento sin pistas políticas, las personas de todo el espectro político eran similares en sus evaluaciones.  
Algunos, como Hausman & Welch han preguntado si los empujoncitos deberían ser permitidos por motivos de justicia ( distributiva ). Lepenies y Malecka han cuestionado si los empujoncitos son compatibles con el estado de derecho. Del mismo modo, los estudiosos del derecho han discutido el papel de los empujoncitos y la ley.
Los economistas del comportamiento, como Bob Sugden, han señalado que el punto de referencia normativo subyacente sigue siendo el Homo economicus, a pesar de la afirmación de los proponentes de lo contrario.
Se ha observado que empujar es también un eufemismo para la manipulación psicológica como se practica en ingeniería social.
Existe una anticipación y, simultáneamente, una crítica implícita de la teoría del empujoncito en los trabajos de psicólogos sociales húngaros que enfatizan la participación activa del empujoncito en su objetivo (Ferenc Merei), Laszlo Garai ). 
En su libro Neuroliberalismo  los autores sostienen que, si bien hay mucho valor y diversidad en los enfoques conductuales del gobierno, existen cuestiones éticas importantes, incluido el peligro de que las ciencias neurológicas sean cooptadas a las necesidades de la economía neoliberal. 